# Life on Top
Life on Top was een erotische tv-serie die liep van 2009 tot 2011. Er werden 26 episodes van gemaakt.

## Verhaal
De serie gaat over vier jonge vrouwen die in Manhattan wonen. De opnames vonden plaats in Roemenië.

## Rolverdeling
- Mary LeGault als Sophie Beale, financieel analiste
- Heather Vandeven als Bella Marie, model en oudere zus van Sophie
- Krista Ayne als Maya, voormalig medestudente van Sophie
- Mia Presley als Cassia, sous-chef in een restaurant
- Brandin Rackley als Regina
- Daniel Messier als Avi
- Jayden Cole als Melissa
- Danny Crawford als Vincent
- Clayton Cannon als D
- Jason Sarcinelli als Vincent
- Steven Ross als Peter
- Riley Steele als Tippi
- Justine Joli als Elizabeth / Jen
- Ana Ularu als Clicky Chicks-adviseur